# Filip Polášek
Filip Polášek (født 21. juli 1985 i Zvolen, Tjekkoslovakiet) er en professionel tennisspiller fra Slovakiet.